# Testudinella neboisi
Testudinella neboisi är en hjuldjursart som beskrevs av Berzinš 1982. Testudinella neboisi ingår i släktet Testudinella och familjen Testudinellidae. Inga underarter finns listade i Catalogue of Life.